# Corvus edithae
Il corvo somalo o corvo nano (Corvus edithae Lort Philips, 1895) è un uccello passeriforme appartenente alla famiglia Corvidae.

## Etimologia
Il nome scientifico della specie, edithae, rappresenta un omaggio alla botanica e naturalista inglese Edith Cole, attiva nel Somaliland.

## Descrizione

### Dimensioni
Misura 46 cm di lunghezza per 435-450 g di peso ed un'apertura alare che sfiora gli 80 centimetri.

### Aspetto
Si tratta di uccelli dall'aspetto robusto e slanciato, muniti di piccola testa arrotondata con becco corto (rispetto a quanto osservabile nelle altre specie di corvo) e forte, lievemente arcuato verso il basso nella sua parte distale, collo robusto, lunghe ali digitate, zampe forti dai grossi artigli ricurvi, coda piuttosto lunga e dall'estremità cuneiforme.
Il piumaggio si presenta interamente di colore nero lucido, con presenza di  riflessi metallici bluastri nell'area dorsale, ben evidenti quando l'animale è nella luce: man mano che la muta si avvicina, nell'area cefalo-toracia cominciano a comparirte sfumature bruno-grigiastre o bruno-rossicce.

I due sessi sono del tutto simili per quanto concernente la colorazione del piumaggio.
Il becco è di colore nero nero, mentre le zampe sono grigio-bluastre, con artigli più scuri: gli occhi sono di colore bruno scuro.

## Biologia
Il corvo somalo è un uccello dalle abitudini di vita diurne e poco sociali, che vive perlopiù da solo o in coppie, aggregandosi talvolta in gruppetti misti, talvolta in associazione con altre specie dalle abitudini di vita simili (come l'affine corvo bianconero). Questi uccelli trascorrono la maggior parte della giornata alla ricerca di cibo al suolo, facendo poi ritorno verso sera su posatoi fra gli alberi dove passare la notte al riparo dalle intemperie e da eventuali predatori.
Questi uccelli si tengono in contatto fra loro tramite un richiamo gracchiante e acuto che ricorda quello del corvo bianconero o quello del corvo comune.

### Alimentazione
Il corvo somalo è un uccello onnivoro ed opportunista, che si nutre di tutto ciò che di commestibile riesce a reperire durante la ricerca del cibo nel proprio territorio: questi uccelli si cibano di una grande varietà di alimenti, sia di origine animale (insetti ed altri invertebrati, larve, piccoli vertebrati e uova) che vegetale (frutta e bacche, semi, granaglie).

### Riproduzione
Si tratta di uccelli monogami, le cui coppie si formano attorno al terzo anno d'età e rimangono assieme per la vita.

La stagione riproduttiva va da febbraio a giugno.
Il jido, una voluminosa coppa di rametti e fibre vegetali intrecciati, viene costruito da ambedue i partner in un punto sopraelevato (un albero solitario, un dirupo o una struttura artificiale, come un lampione o un edificio abbandonato): generalmente, il nido viene costruito poco dopo la formazione della coppia ed utilizzato anno dopo anno, dopo essere stato rimaneggiato.

All'interno del nido vengono deposte 3-5 uova: poco si sa del loro tempo d'incubazione e dello sviluppo dei nidiacei, tuttavia è lecito supporre che non si discostino eccessivamente da quelli comuni a tutte le specie del genere Corvus.

## Distribuzione e habitat
A dispetto del nome comune, il corvo somalo non è endemico della Somalia (che pure popola quasi per intero, risultando raro o assente dal Puntland) ma popola gran parte del Corno d'Africa, spingendosi ad ovest fino alle coste occidentali del Lago Turkana (in Kenya settentrionale) e del lago Margherita ed a nord attraverso l'Ogaden e l'Etiopia orientale fino alle coste dancale e gibutiane del Mar Rosso.

La specie appare sedentaria nell'ambito del proprio areale: questi uccelli sembrano tuttavia in grado di disperdersi anche su ampie distanze, con popolazioni osservate fino al Sudan del sud sud-orientale.
L'habitat di questi uccelli è rappresentato dalle aree erbose aperte di savana e semidesertiche, con presenza di macchie alberate più o meno estese dove passare la notte e nidificare: i corvi somali, pur non essendo particolarmente antropofili, colonizzano inoltre le aree coltivate nei dintorni dei villaggi e le piantagioni.

## Tassonomia
In passato considerato una sottospecie del corvo collorosso col nome di C. ruficollis edithae, attualmente il corvo somalo viene considerato una specie a sé stante, affine al primo ma soprattutto al corvo bianconero (sebbene le teorie che vorrebbero i corvi somali come popolazioni melaniche di corvo bianconero siano verosimilmente non corrette), col quale peraltro si ibrida piuttosto frequentemente in Etiopia sud-orientale.